# Loeseneriella
Loeseneriella A.C.Sm. – rodzaj roślin należący do rodziny dławiszowatych (Celastraceae R. Br.). Obejmuje co najmniej 18 gatunków występujących naturalnie w Afryce, na Madagaskarze, w Indiach, Azji Południowo-Wschodniej oraz Australii.

## Morfologia
PokrójLiany (rzadko wyprostowane krzewy) o nagich lub owłosionych pędach.
LiścieNaprzeciwległe, całobrzegie, z drobnymi zaokrąglonymi ząbkami.
KwiatyObupłciowe.
OwocePodłużne spłaszczone torebki.

## Biologia i ekologia
Występuje zarówno w lasach wilgotnych, jak i suchych zaroślach.

## Systematyka
Pozycja i podział według APWeb (2001...)
Rodzaj należący do rodziny dławiszowatych (Celastraceae R. Br.), rzędu dławiszowców (Celestrales Baskerville), należącego do kladu różowych w obrębie okrytonasiennych.
Wykaz gatunków
| - Loeseneriella africana (Willd.) R.Wilczek - Loeseneriella apiculata (Welw. ex Oliv.) R.Wilczek - Loeseneriella apocynoides (Welw. ex Oliv.) N.Hallé ex J.Raynal - Loeseneriella arnottiana (Wight) A.C. Sm. - Loeseneriella clematoides (Loes.) R.Wilczek - Loeseneriella concinna A.C. Sm. - Loeseneriella crenata (Klotzsch) R.Wilczek - Loeseneriella ectypopetala N.Hallé - Loeseneriella griseoramula S.Y. Bao | - Loeseneriella iotricha N. Hallé - Loeseneriella lenticellata S.Y. Bao - Loeseneriella macrantha (Korth.) A.C. Sm. - Loeseneriella merrilliana A.C. Sm. - Loeseneriella rowlandii (Loes.) N. Hallé - Loeseneriella rubiginosa (H. Perrier) N. Hallé - Loeseneriella urceolus (Tul.) N. Hallé - Loeseneriella yaundina (Loes.) N.Hallé ex R.Wilczek - Loeseneriella yunnanensis (Hu) A.C. Sm. |